# Złota Polanka
Złota Polanka – niewielka polana na północno-wschodnim grzbiecie Starej Jaworzynki w Tatrach Bielskich na Słowacji. Znajduje się na wysokości około 1300 m. Prowadzi do niej ścieżka ze Złotego Żlebu, można też na polankę dojść ze Zdziarskiej Przełęczy przez Podspadzkie Siodło i Błotne Siodło.
Nazwę polany utworzył Władysław Cywiński w 4 tomie przewodnika Tatry.